# Ophtalmibidion oculatum
Ophtalmibidion oculatum är en skalbaggsart som beskrevs av Martins 1969. Ophtalmibidion oculatum ingår i släktet Ophtalmibidion och familjen långhorningar. Inga underarter finns listade i Catalogue of Life.